# Call Aircraft Company
A Call Aircraft Company (CAC ou CallAir) foi criada por Reuel Call in 1939 em Aflon, Wyoming para construir um avião de seu próprio design.
A produção foi interrompida durante a Segunda Guerra Mundial, com sua fábrica funcionando como oficina de reparo de aviões militares. Em 1945 as atividades voltaram ao normal, mas a companhia se viu numa grande competição com a Cessna e a Piper, além da grande quantidade de aviões sobras de guerra no mercado, com apenas 10 funcionários.
Em 1954, CallAir introduziu o CallAir A-4, o primeiro avião produzido especialmente para agricultura, conhecido como "ag plane" que obteve sucesso. Com um produto moderadamente bem sucedido, após 20 anos de propriedade, o fundador Reuel Call vendeu a empresa em 1959, e a empresa fechou no final do ano.
Em 1962 as ações da companhia foram compradas pela Intermountain Manufacturing Company (IMCO).
A Fundação CallAir possui um museu da companhia em sua cidade natal.
Aviões criados pela CallAir incluem:
- CallAir S-1
- CallAir A
- CallAir A-2
- CallAir A-3
- CallAir A-4
- CallAir A-5
- CallAir A-6
- CallAir A-7
- CallAir A-9